# Takumi Morikawa
Takumi Morikawa (jap. 森川 拓巳, Morikawa Takumi; * 11. Juli 1977 in der Präfektur Shizuoka) ist ein ehemaliger japanischer Fußballspieler.

## Karriere
Morikawa erlernte das Fußballspielen in der Schulmannschaft der Shizuoka Gakuen High School. Seinen ersten Vertrag unterschrieb er 1996 bei Kashiwa Reysol. Der Verein spielte in der höchsten Liga des Landes, der J1 League. Im April 1999 wurde er an den Zweitligisten Kawasaki Frontale ausgeliehen. 1999 wurde er mit dem Verein Meister der J2 League und stieg in die J1 League auf. 2000 erreichte er das Finale des J.League Cup. Für den Verein absolvierte er 43 Spiele. 2001 wurde er an den Ligakonkurrenten Consadole Sapporo ausgeliehen. Für den Verein absolvierte er 15 Erstligaspiele. 2002 kehrte er nach Kashiwa Reysol zurück. Für den Verein absolvierte er 28 Erstligaspiele. 2003 wechselte er zum Ligakonkurrenten Vegalta Sendai. Am Ende der Saison 2003 stieg der Verein in die J2 League ab. Für den Verein absolvierte er 71 Spiele. 2006 wechselte er zum Drittligisten Rosso Kumamoto. Für den Verein absolvierte er 35 Spiele. Ende 2007 beendete er seine Karriere als Fußballspieler.

## Erfolge
Kashiwa Reysol
- J.League Cup

Sieger: 1999
Kawasaki Frontale
- J.League Cup

Sieger: 2000